# Karl Schrauf
Karl Schrauf (* 11. Jänner 1835 in Wieden (heute Gemeindebezirk von Wien); † 9. Oktober 1904) war ein österreichischer Archivar, der als Leiter das Universitätsarchiv Wien ordnete.

## Leben und Wirken
Karl Schrauf studierte in Wien Theologie und wurde 1860 zum Priester geweiht. Nach weiteren philologischen und historischen Studien wurde er Archivar. 1875 wurde er der erste hauptamtliche Berufsarchivar des Universitätsarchivs.
1895 erhielt er offiziell die Leitung des Wiener Universitätsarchivs. Er sammelte und bewahrte alte Bestände. Er gab wichtige Universitätsakten heraus, etwa die Acta facultatis medicae.

## Veröffentlichungen

### Als Autor
- Studien zur Geschichte der Wiener Universität im Mittelalter. Wien 1904.

### Als Herausgeber
- Acta facultatis medicae Universitatis Vindobonensis. 1399-1588. 3 Bände. Wien 1894–1904.
- Die Matrikel der Ungarischen Nation an der Wiener Universität 1453–1630. Wien 1902.

## Einzelbelege
1. ↑  Geschichte des Archivs der Universität Wien.

| Personendaten    | Personendaten               |
| ---------------- | --------------------------- |
| NAME             | Schrauf, Karl               |
| KURZBESCHREIBUNG | österreichischer Archivar   |
| GEBURTSDATUM     | 11. Januar 1835             |
| GEBURTSORT       | Wieden (Wiener Bezirksteil) |
| STERBEDATUM      | 9. Oktober 1904             |